# Trodena nel parco naturale
Truden tiếng Ý: Trodena; tiếng Đức: Truden; Archaic (1122AD): Trodene) là một đô thị ở tỉnh Bolzano-Bozen trong vùng Trentino-Alto Adige/Südtirol của Ý, có vị trí cách khoảng 35 km về phía đông bắc của thành phố Trento và khoảng 20 km về phía nam của thành phố Bolzano. Tại thời điểm ngày 31 tháng 12 năm 2004, đô thị này có dân số 984 người và diện tích là 20,7 km².
Đô thị Truden có các frazioni (các đơn vị cấp dưới, chủ yếu là các làng) Fontanefredde, Molini di Trodena, và San Lugano.
Truden giáp các đô thị: Aldein (Aldino), Altrei (Anterivo), Capriana, Carano, và Montan (Montagna).